# 暖簾

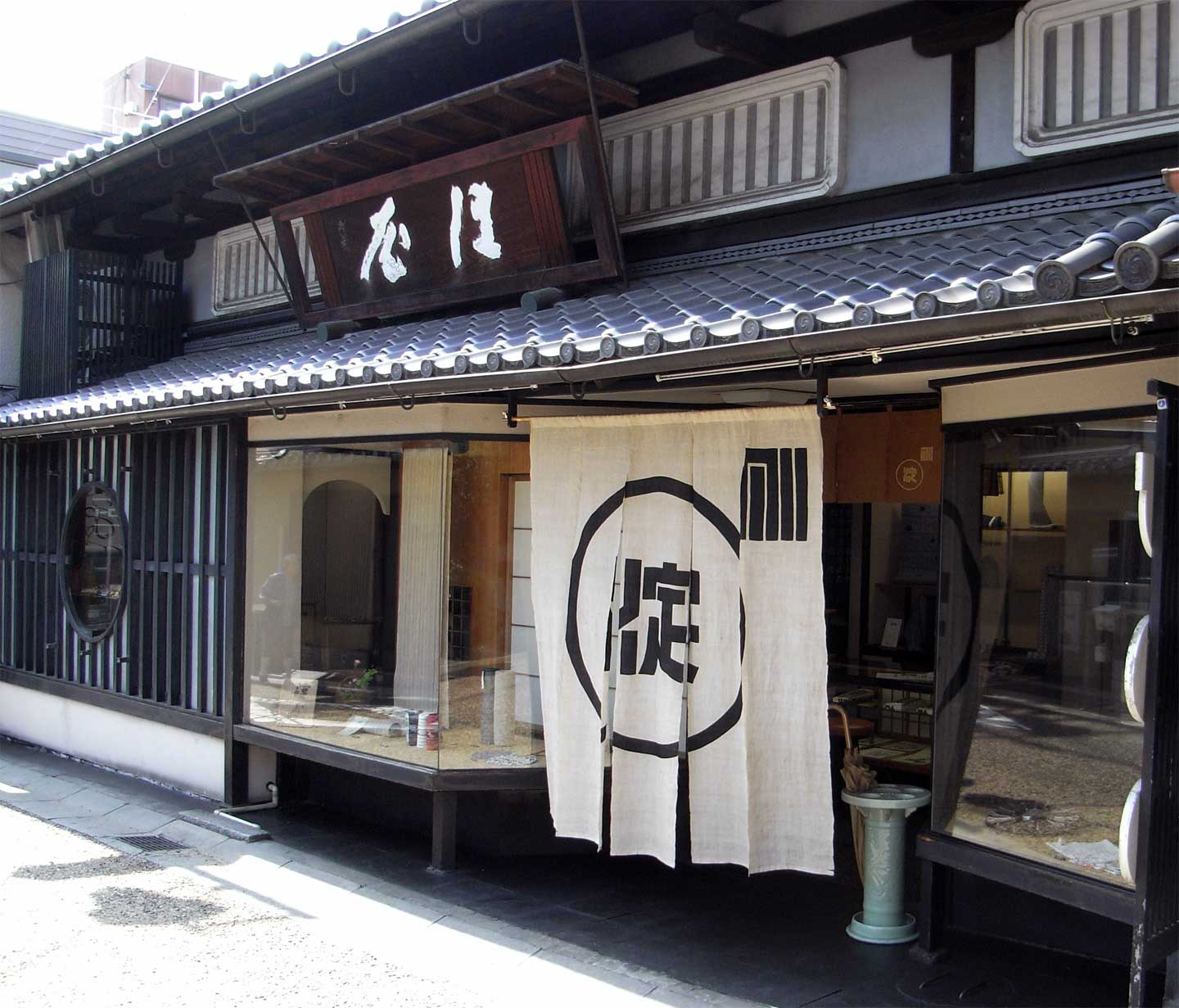
ならまちの織物店

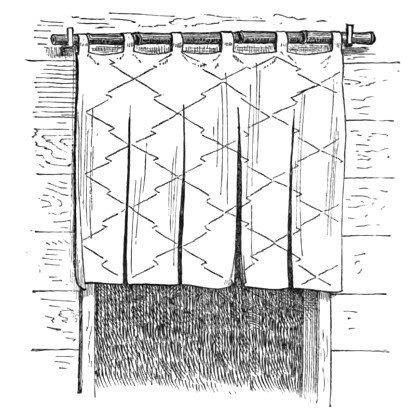
のれん

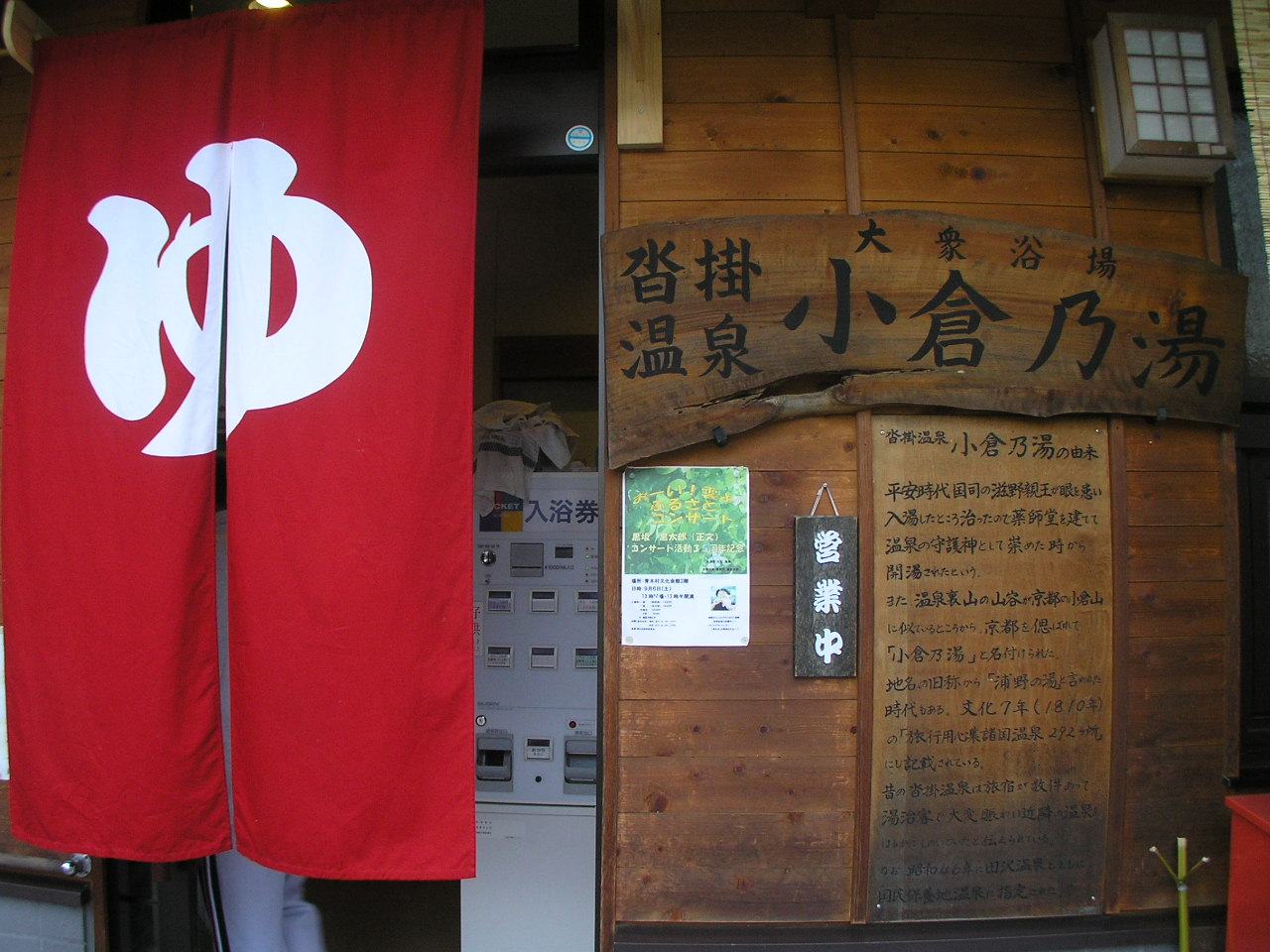
温泉、銭湯などの入り口には必ずといっていいほど暖簾が使用される（沓掛温泉）

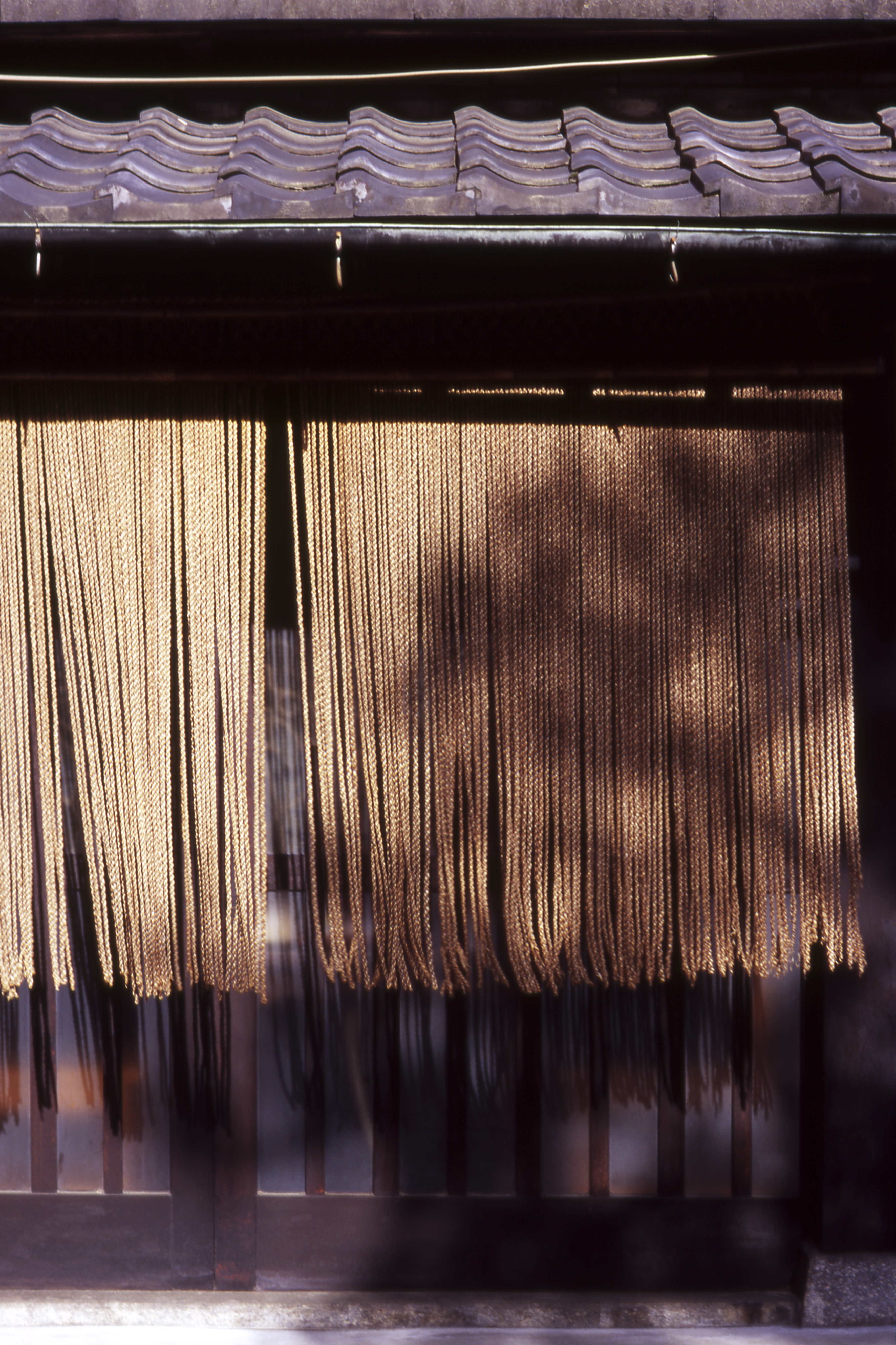
縄暖簾

暖簾（のれん）は、店先あるいは部屋の境界に日よけや目隠しなどのために吊り下げる布。商店の入り口などに営業中を示すため掲げられ、屋号・商号や家紋などが染め抜かれ（印染：しるしぞめ）ていることも多い。
通常、複数の布（縁起を担いで奇数枚が多い）の上部を縫い合わせ、下部はそのまま垂れとし、上端に乳（ち）という輪状の布をつけて竹竿を通し出入口などに掛ける。

## 概要
古来、建物に直接風や光が入るのを防いだり、外からの目隠しとして、内外を柔らかく仕切った。
暖簾はしだいに商店の営業の目印とされるようになり、開店とともにこれを掲げ、閉店になると先ずは暖簾を仕舞う（片付ける）ことでそれを示した。この意味が転じて屋号を暖簾名（または単にのれん）と象徴的に呼び、商店の信用・格式をも表すようになった（下記「派生的な意味」の項参照）。
戦前戦後の屋台・飯屋などの店では、客が出て行く時に食事をつまんで汚れた手先を暖簾で拭いていくという事もあり、「暖簾が汚れているほど繁盛している店」という目安にもなっていた。銭湯・旅館など入浴・温泉施設がある建物においては、「ゆ」などと書いた「湯のれん（ゆのれん）」を掛ける事がある。また、「女湯」「男湯」などの暖簾を下げて区別を分かり易くしたり、時間帯により下げ替えて場所の置換を示す事もある。
暖簾は、聖なる領域と俗なる領域を結界する意（注連縄）も持っており、玉暖簾などは料理店などの調理場にかけられる。
竹竿を通す乳は、イヌの乳のように等間隔に並んでいることからそう呼ばれ、東日本で多く見受けられ、西日本では一本の筒のようになっていることが多いがこれも乳と呼ばれる。

## 歴史
日本の家屋では戸口にかけて日光や雨などを遮る障具の素材として最初は筵（むしろ）を用いていた。暖簾は古語で「たれむし」といい関連も指摘されている。
暖簾が現存する資料に現れる最初のものは保延年間の『信貴山縁起絵巻』で現代の三垂れの半暖簾と同様のものが町屋の家に描かれている。保元年間の『年中行事絵巻』には大通りに面した長屋に三垂れの半暖簾・長暖簾がみられる。
また、治承年間の『粉河寺縁起絵』には民家の廊下口にかかる藍染の色布がみられる。
呼称は中国語が元。禅寺で簾（涼簾）に布を掛けたものを「暖簾（ノウレン）」と呼んでいたものが転訛して「のれん」になった。

## 種類

### 基本的分類
鯨尺三尺（約113cm）を基準としてそれより長い長暖簾とそれより短い半暖簾に分けられる。丈は最も短いが幅が長く間口全体に及ぶものを水引暖簾という。
長暖簾
直射日光による品傷みを避けたり、店内の客が品選びに落着けるように配慮する目的で使われてきた。
半暖簾
店内の作業や商品を客に見せたい場合に用いられ、うどん屋、蕎麦屋、寿司屋などにみられる。
水引暖簾
水引暖簾は軒先に掲げた筵張り、板張りの木枠が布に代ったものとされている。

### 特殊な暖簾
日除け暖簾（太鼓暖簾）
切れ込みのない一枚布を軒先から道路にせり出すように張った暖簾。風に煽られると音がすることから太鼓暖簾ともいう。
縄暖簾（紐暖簾）
布のかわりにカラムシ（イラクサ）を縒った縄を横一列に並べて垂らしたもの。歴史は布の暖簾よりも古いといわれている。天保年間に煮売りの居酒屋で虫よけになると掛けられるようになり縄暖簾は居酒屋の代名詞になった。
珠暖簾（玉暖簾）
珠暖簾は古くは珠だれと呼ばれ、ビーズやガラス製・木製の珠を繋げて紐に通し、垂らしたもの。
管暖簾
管暖簾は篠竹、木管、ガラス管、管状の具殻を繋げて垂らしたもの。

## 派生的な意味
派生的な意味での暖簾の使用例としては以下の例がある。不祥事などが原因で信用・名声等を損なう事を「暖簾に傷が付く」といい、さらに廃業するに至っては「暖簾をたたむ」あるいは「暖簾を下ろす」ともいった。奉公人や家人に同じ屋号の店を出させる（出すことを許可する）ことを「暖簾分け」と言う。

### 会計学での用法
日本の会計学の用語では、企業結合・企業買収の際に買収会社の投資額が被買収会社の受入純資産の額を上回った場合、その差額を「のれん」と呼ぶ。連結会計では、親会社の投資と子会社の資本を相殺消去した場合の消去差額を指す。無形固定資産であり、営業権とも言われる。日本の連結財務諸表原則では原則としてその計上後20年以内に、定額法その他合理的な方法により償却しなければならない（第四、三、2）。

### 法学での用法
法令上の文字として現れる暖簾については、会社法成立以前のかつての商法典では条文中に明文で「暖簾」の文字があった。この商法典上の「暖簾」は得意先関係、仕入先関係、営業の名声、営業上の秘訣などの事実上の関係を総合したもののことで一種の無形固定資産とされる。これは営業権とほぼ同様に理解されている。現行法では会社法にも商法典にも「暖簾」または「のれん」の文字は存在しないが、会社計算規則（2006年2月7日法務省令第13号、会社法施行日に施行）はひらがなの「のれん」の文字がある（第二編 会計帳簿　第二章 資産及び負債　第二節 のれん など多数）。これは会計学の「のれん」と同義である。